# Audea irioleuca
Audea irioleuca là một loài bướm đêm trong họ Erebidae.